# Билозор, Сергей Владимирович
Серге́й Влади́мирович Билозо́р (укр. Сергій Володимирович Білозор; 15 июля 1979, Сумы, Украинская ССР, СССР) — украинский футболист, защитник.

## Клубная карьера
Футбол для Билозора сначала был увлечением, а в семилетнем возрасте отец отвёл его в футбольную секцию. Секция находилась на стадионе «Авангард», затем на этом стадионе играла команда «Фрунзенец». В 16 лет оказался в местной команде «Агротехсервис». Команда играла во второй украинской лиге.
С 1996 года по 2000 года выступал за перволиговую команду «Черкассы». После этого играл за киевский ЦСКА, с которым выступал в кубке УЕФА.
С 2003 года выступал за одесский «Черноморец», в котором провёл четыре с половиной года. В мае 2007 года перешёл в «Металлург» (Донецк). В чемпионате Украины за «МетаДон» дебютировал 3 августа 2007 года в матче «Металлург» (Донецк) — «Металлург» (Запорожье) (3:0).

## Карьера в сборной
Провёл 16 матчей в составе молодёжной сборной Украины.

## Личная жизнь
Его родители живут в Сумах. Отец работает на автотранспортном предприятии, а мать трудится в ЖЭКе. Младшая сестра работает в банке. С женой Евгенией воспитывают сына Сергея.